# Damoclès (téléfilm)
Pour les articles homonymes, voir Damoclès (homonymie).
Pour plus de détails, voir Fiche technique et Distribution.
Damoclès est un téléfilm français réalisé par Manuel Schapira, sur un scénario de lui-même, de Raphaël Chevènement et Delphine de Vigan d'après Le Crime de Lord Arthur Savile  d'Oscar Wilde, et diffusé le 7 octobre 2016 sur Arte.

## Synopsis
Paul vit en colocation avec Hélène. Tous deux célibataires, Hélène cherche l'amour sur Internet alors que Paul fuit les nouvelles technologies pour se rapprocher des gens. Un soir, lors d'une fête, Lucie, la cousine d'Hélène prédit à Paul qu'il rencontrera l'amour dans un endroit vert, mais aussi qu'il tuera quelqu'un et que les deux événements sont liés. 
À peine quelques jours plus tard, Paul rencontre Camille dans un parc et une relation intense commence. Même si, dans un premier temps, il ne croit pas aux prédictions de Lucie, il se met à douter quand il manque à plusieurs reprises de tuer quelqu'un accidentellement...

## Fiche technique
- Réalisateur : Manuel Schapira
- Scénario, adaptation et dialogues : Manuel Schapira, Raphaël Chevènement et Delphine de Vigan d'après Le Crime de Lord Arthur Savile d'Oscar Wilde
- Photographie : Antoine Roch
- Montage : Lilian Corbeille
- Musique : Martin Rappeneau et Ronan Maillard
- Direction artistique : Patrick Schmitt
- Costumes : orinne Moreau
- Durée : 90 min.
- Date de la première diffusion : 7 octobre 2016 sur Arte

## Distribution
- Manu Payet : Paul
- Laetitia Spigarelli : Hélène
- Alma Jodorowsky : Camille
- Blanche Gardin : Lucie
- Claude Gensac : Josette
- Gilles Cohen : Richard
- Slimane Dazi : Gab
- Olivier de Benoist : Bernard, le neveu de Josette
- Comte de Bouderbala : le vendeur
- Xavier Alcan : François-Xavier (FX)
- Candide Sanchez : la concierge
- Alice Houri : Mélanie

## Tournage
Le tournage a eu lieu du 6 juillet 2015 au 31 juillet 2015 en Île-de-France. Il s'agit du premier long-métrage réalisé par Manuel Schapira.
Sur la base des dates de tournage, ce tournage est le dernier téléfilm de la carrière de Claude Gensac,,.

## Accueil critique
Le Figaro, qualifie le téléfilm d'« exquise comédie » et de « téléfilm virevoltant sur le sujet pas si léger de la destinée humaine ». Si Le Monde parle d'un « savant mélange de comédie et de suspense », il pointe néanmoins des « personnages [qui] ne sont pas chargés d'une grande épaisseur, pas plus que le propos qu'ils véhiculent ». Première salue cependant la prestation de Manu Payet, « tantôt attachant, tantôt glacial, capable d'être aussi fragile qu'inquiétant » et le « sourire ravageur » d'Alma Jodorowsky dans une « drôle de comédie romantique, noire et inquiétante ». Quant à La Croix, elle pointe des « dialogues [...] enlevés et [des] personnages secondaires piquants », citant Claude Gensac et Gilles Cohen.

## Audience
Le téléfilm réunit 626 000 téléspectateurs, en France, soit 2,6 % de part d'audience, le 7 octobre 2016, lors d'une soirée dominée par le match de football France-Bulgarie.